# Белп
Белп (на немски: Belp) е община (комуна) в Швейцария, в кантона Берн.
Влиза в състава на окръг Зефтиген. Населението възлиза на 11 507 души (към 31 декември 2018 г.). Официален код – 0861.